# Процессор глубокого обучения
Процессор глубокого обучения (Deep learning processor, DLP) или ускоритель глубокого обучения — это электронная схема, разработанная для алгоритмов глубокого обучения, обычно с отдельной памятью данных и специализированной архитектурой набора команд. Процессоры глубокого обучения варьируются от мобильных устройств, таких как блоки нейронной обработки (NPU) в мобильных телефонах Huawei, до серверов облачных вычислений, таких как Тензорный процессор Google (TPU) в Google Cloud Platform.
Цель создания специализированных устройств DLP — обеспечить более высокую эффективность и производительность для алгоритмов глубокого обучения, чем обычные центральные процессоры (CPU) и графические процессоры (GPU). Большинство DLP используют большое количество вычислительных компонентов для использования параллелизма на высоком уровне данных, относительно большие буфер / память на кристалле для использования шаблонов повторного использования данных и операторы ограниченной ширины данных для обеспечения устойчивости к ошибкам при глубоком обучении.

## История

### Использование центральных и графических процессоров
Первоначально для выполнения алгоритмов глубокого обучения были адаптированы процессоры общего назначения. Позже для целей глубокого обучения стали использоваться и графические процессоры. Например, в 2012 году Алекс Крижевский использовал два графических процессора для обучения сети глубокого обучения, названной AlexNet, которая стала победителем конкурса ISLVRC-2012. Поскольку интерес к алгоритмам глубокого обучения и DLP продолжил расти, производители графических процессоров начинают добавлять функции, связанные с глубоким обучением, как в аппаратное обеспечение (например, операторы INT8), так и в программное обеспечение (например, библиотеку cuDNN). Так, Nvidia выпустила ядро Turing Tensor Core — DLP — для ускорения обработки глубокого обучения.

### Первые DLP
Чтобы обеспечить более высокую эффективность в производительности и энергопотреблении, разработчики оборудования обращают внимание предметно-ориентированный дизайн устройств. В 2014 году команда исследователей под руководством Tianshi Chen предложила первый в мире DLP, DianNao (по-китайски «электрический мозг»), специализированный для ускорения глубоких нейронных сетей. DianNao обеспечивает пиковую производительность 452 Gop / s (ключевых операций в глубоких нейронных сетях)  при небольшой занимаемой площади 3,02 мм2 и потребляемой мощности 485 мВт. Следующие версии процессора (DaDianNao, ShiDianNao,  PuDianNao), образующие семейство микросхем DianNao были предложены той же группой разработчиков.

### Дальнейшее развитие
После появления семейства процессоров DianNao, аналогичные по идеологии разработки велись как в академических кругах, так и в промышленности. Только на ежегодной Международной конференция по компьютерной архитектуре ISCA 2016 три сессии, 15% (!) принятых докладов описывали проекты архитектуры процессоров глубокого обучения. В числе заслуживающих упоминания проектов можно назвать Eyeriss (Массачусетский технологический институт), EIE  (Стэнфорд), Minerva (Гарвард), Stripes (Университет Торонто) - из числа академических работ и TPU (Google), MLU (Cambricon)  - из числа промышленных разработок.